# Лужанка (права притока Тересви)
Лужа́нка — річка в Україні, в межах Тячівського району Закарпатської області. Права притока Тересви (басейн Тиси).

## Опис
Довжина 34 км, площа басейну 150 км². Долина V-подібна, подекуди каньйоноподібна, завширшки від 10 до 400 м. Річище помірнозвивисте, на окремих ділянках розгалужене, трапляються порожисті ділянки й острови. Біля витоку ширина річища 1—2 м, у пониззі до 60 м. Похил річки 31 м/км. Живлення мішане, з переважанням дощового. Береги Лужанки на окремих ділянках закріплені. Бувають паводки, інколи досить руйнівні.

## Розташування
Річка бере початок на північ від села Пригідь, на південно-західних схилах хребта Красна. Тече з півночі на південь між боковими (південними) відногами хребта. Впадає до Тересви в селі Нересниця. 
У верхній течії Лужанка проходить територією Широколужанської ділянки Угольсько-Широколужанського заповідного масиву. Протікає через такі села: Пригідь, Фонтиняси, Широкий Луг, Новоселиця, Тисалово, Нересниця.

## Цікаві факти
- Лужанка — це єдина річка Угольсько-Широколужанського заповідного масиву, куди на нерест заходить «червонокнижний» лосось дунайський (Hucho hucho).